# Alexandru Vagner
Alexandru Ion Vagner (n. 19 august 1989, Azuga, România – d. 30 septembrie 2022, Brașov, România) a fost un fotbalist român care a jucat ca mijlocaș la SR Brașov, iar mai târziu la Inter Cristian.
Vagner a avut infarct în timpul antrenamentului de la complexul sportiv Inter Cristian, ulterior a fost transportat de urgență la Spitalul Județean de Urgență Brașov, dar nu s-a mai putut face nimic, și a murit la vârsta de 33 de ani.